# Epitaph für Johann Faulhaber

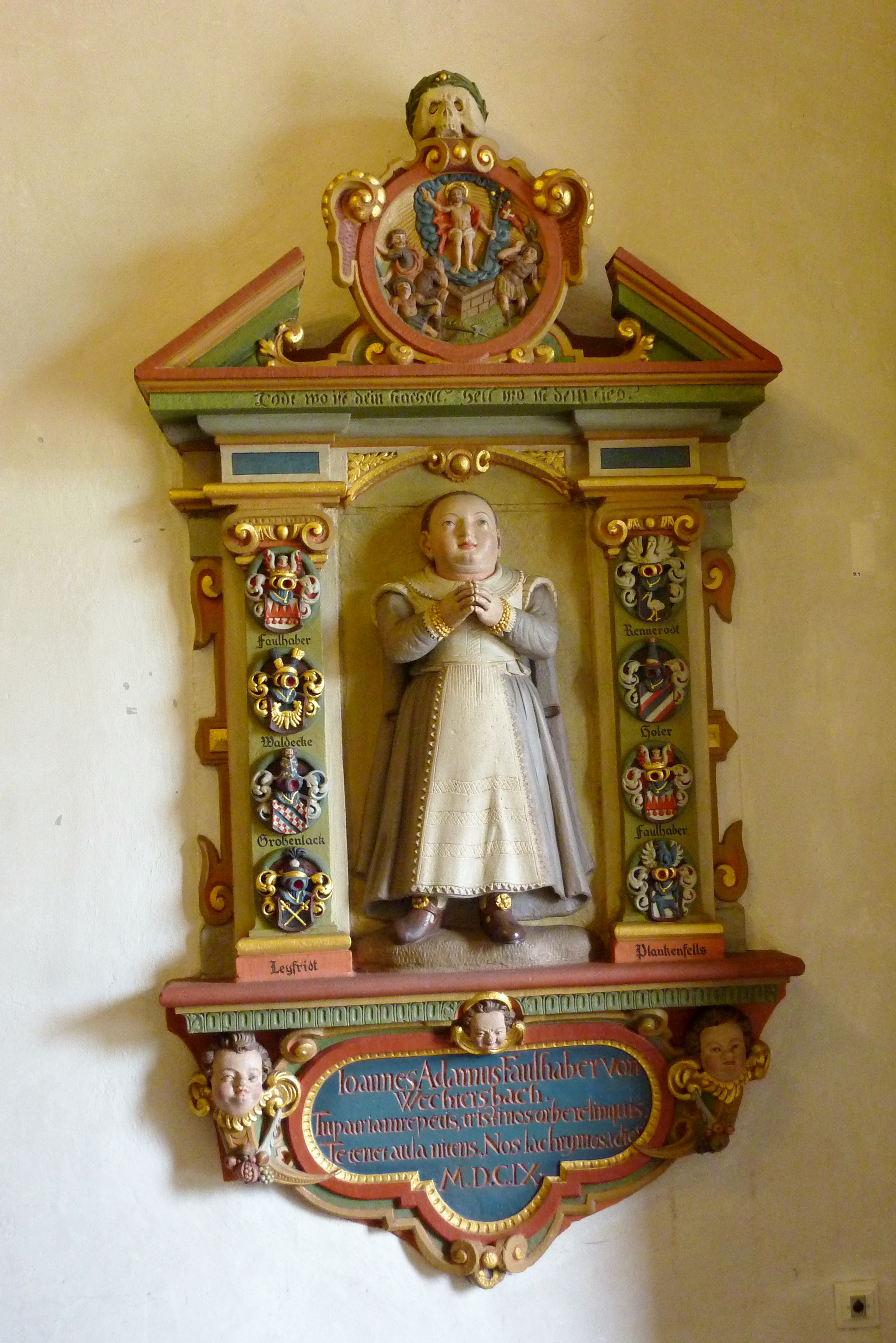
Epitaph für Johann Adam Faulhaber

Das Epitaph für Johann Faulhaber befindet sich an der rechten Wand der Eingangshalle, im Turm der katholischen Pfarrkirche St. Martin in Bad Orb.

## Beschreibung des Epitaphs
Das mit vielen Schmuckelementen ausgestattete, farbig gefasste Renaissance-Epitaph für Johann Adam Faulhaber († 1609) befindet sich an der südlichen Wand der Turmhalle. Es hat drei deutlich voneinander getrennte Teile: einen zentralen Teil mit einer figürlichen Darstellung des Verstorbenen, einen Giebelteil mit einem Relief und einen Fußteil mit Schriftmedaillon.
Der gesprengte Giebel, dessen oberen Abschluss ein Totenschädel bildet, zeigt in einer Reliefdarstellung die Auferstehung Christi, als Symbol der Auferstehung, darunter die Inschrift: Todt wo ist dein Stachel, helle wo ist dein Sieg (Tod wo ist dein Stachel, Hölle wo ist dein Sieg). Die Schrift trennt den Giebel vom zentralen Teil des Epitaphs.
Johann Faulhaber wird, im zentralen Bereich stehend, als Betender dargestellt, der von ionischen Pilastern gerahmt wird. Auf diesen befinden sich beidseitig je vier Wappen der Familie Faulhaber und der Orte, die in Verbindung zu diesem Geschlecht stehen. Der Verstorbene ist in Mädchenkleidung dargestellt, ein Hinweis dafür, dass er im Kindesalter starb.
Die Inschriftentafel um Fußteil ist mit drei Engelsköpfen geschmückt. Der lateinische Text lautet: „IOHANNES ADAMUS FAULHABER VON WAECHTERSBACH TU PATRIAM REPETIS. TRISTE NOS ORBE RELIQUIS TE TENET AULA NITENS, NOS LACRIMOSA DIES. MDCIX“ (Johann Adam Faulhaber von Wächtersbach, du suchst dein Vaterland und lässt uns traurig auf Erden zurück. Dich hält das glänzende Gotteshaus, uns der tränenreiche Alltag, 1609).

## Johann Faulhaber
Johann Adam Faulhaber († 1609) war ein Sohn von Johann Ludwig Faulhaber „zu Orb und Wächtersbach“ und seiner Ehefrau Catharina von Erthal und Hetzels, die mütterlicherseits aus der Familie von Thüngen stammte. Er starb im Kindesalter an Hunde- oder Wolfsbissen. Vermutlich war er der letzte Spross eines Familienzweiges derer von Faulhaber. Die weit verzweigte Familie Faulhaber von Wächtersbach siedelte seit dem 13., und bis ins 17. Jahrhundert, im Raum zwischen Franken und der Wetterau, mit deutlichem Schwerpunkt in Wächtersbach und Orb. Der „Freihof“, ein auf alle Zeit von Steuer befreiter Adelssitz. ehedem ein Teil der Burganlage von Orb, war ihr Eigentum.

## Trivia
Das Kind Johann Adam Faulhaber galt als besonders schön. Noch bis ins 20. Jahrhundert gab es in Bad Orb den Spruch: „...schön wie ein Faulhaberchen“.